# Erich Rost
Erich Rost (* 19. April 1919 in Kirchworbis, Eichsfeld) ist ein ehemaliger deutscher Politiker der DDR-Blockpartei LDPD. Er war Vorsitzender des Bezirksverbände Magdeburg und Berlin der LDPD, Abgeordneter der Volkskammer und stellvertretender Minister der Finanzen der DDR.

## Leben
Rost, Sohn einer Arbeiterfamilie, besuchte die Grundschule in Kirchworbis, die Kreismittelschule in Worbis und das Gymnasium in Duderstadt. Er leistete im Zweiten Weltkrieg Kriegsdienst.
Nach Kriegsende trat er 1946 der Liberal-Demokratischen Partei bei. Rost war zunächst Sachbearbeiter und Referent in der Finanzverwaltung Mühlhausen sowie Referent und stellvertretender Leiter der Landesfinanzdirektion Thüringen. Ab 1952 fungierte er als Leiter der Unterabteilung Abgaben beim Rat des Bezirkes Erfurt. 1954/1955 war er stellvertretender Vorsitzender des Rates des Bezirkes Erfurt. 1954 schloss er ein Fernstudium an der Deutschen Akademie für Staats- und Rechtswissenschaft in Potsdam-Babelsberg als Diplomökonom ab. Von 1955 bis 1960 war er stellvertretender Vorsitzender des Rates des Bezirkes Magdeburg und zugleich Vorsitzender des Bezirksvorstandes Magdeburg der LDPD. Von 1955 bis 1989 gehörte er als Mitglied dem Zentralvorstand der LDPD und ab Juli 1960 (8. Parteitag) dessen Politischen Ausschusses an. Von 1958 bis 1960 war er Abgeordneter des Bezirkstages Magdeburg sowie von April 1960 bis November 1963 Berliner Abgeordneter der Volkskammer (nachgerückt für die verstorbene Abgeordnete Gerhilde Engelhardt). Von 1959 bis 1961 war er Sekretär des LDPD-Zentralvorstandes der LDPD und Vorsitzender des Bezirksverbandes Berlin der LDPD. Von 1961 bis 1972 wirkte er als stellvertretender Minister der Finanzen der DDR. Von November 1972 bis August 1984 war er Mitglied des Präsidiums und des Sekretariats des Nationalrates der Nationalen Front. Rost trat 1989 in den Ruhestand.

## Auszeichnungen in der DDR
- Ehrennadel der Gesellschaft für Deutsch-Sowjetische Freundschaft (1957)
- Ernst-Moritz-Arndt-Medaille (1957)
- Vaterländischer Verdienstorden in Bronze (1958, 1964), in Silber (1969) und in Gold (1979)[3]
- Verdienstmedaille der DDR (1959)
- Orden „Banner der Arbeit“ Stufe I (1976)[4]
- Orden „Stern der Völkerfreundschaft“ in Gold (1984)[5]
- Johannes-Dieckmann-Preis der LDPD (1989)